# سلطنت ۲: امپراتوری خیالی
سلطنت ۲: امپراتوری خیالی (به انگلیسی: Majesty 2: The Fantasy Kingdom Sim) یک بازی رایانه‌ای در سبک استراتژی هم‌زمان است که توسط ۱سی توسعه یافته و به‌وسیلهٔ پارادوکس اینتراکتیو در سپتامبر ۲۰۰۹ برای مایکروسافت ویندوز و دسامبر ۲۰۱۰ برای مک‌اواس‌اکس عرضه شد.

## روند بازی
روند بازی اصلی سلطنت ۲ بر اساس سبک استراتژی هم‌زمان است. بازیکنان نقش "حاکم" را بر عهده می‌گیرند که ساختمان‌ها درست کند. نیرو استخدام کند. واحدهای فردی (قهرمانان) نیمه خودمختار هستند. هر یک از آنها قدرت و سبک خاص خود را دارند و طبق دنیای مخصوص آلس با دنیای بازی ارتباط برقرار می‌کنند. بازیکن می‌تواند بر عملکرد واحدهای قهرمان تأثیر بگذارد. با قرار دادن توانایی در اعمال خاص، مانند کاوش در منطقه یا شکست دادن یک واحد خاص دشمن می‌تواند ارتقا دهند. آن‌ها همچنین تجهیزات و سایر موارد را از طریق ساختمان‌های تجاری به قهرمانان می‌رسانند، که هم توانایی قهرمان را بهبود می‌بخشد و هم اجازه می‌دهد بازیکن برای جبران پولی که قهرمانان از پرچم‌ها به دست آورده‌اند و دشمنان را شکست داده‌اند.